# Labyrinthe de Morris

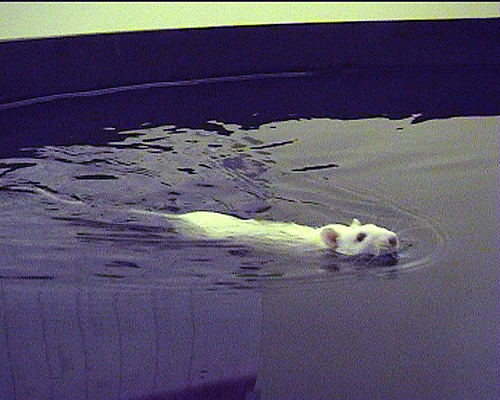
Rat nageant dans un labyrinthe de Morris.

Le labyrinthe de Morris, ou piscine de Morris (du nom de Richard G. Morris qui l'a conçu en 1984), est un dispositif aquatique circulaire très utilisé en neurosciences comportementales pour évaluer la mémoire du rongeur. Il est divisible virtuellement en quadrants et une plateforme immergée (invisible) est localisée dans l'un de ceux-ci. Le principe de son utilité réside dans la motivation de l'animal à échapper à l'aversion causée par l'eau, celui-ci devant trouver et grimper le plus rapidement possible sur la plateforme. La position de la plateforme reste inchangée, contrairement à la position de départ du rongeur qui, elle, varie de quadrant en quadrant au fil des essais. Des signaux (bureau, frigidaire, poster, etc.), répartis aux alentours de la piscine, sont utilisés pour permettre à l'animal de s'y diriger plus facilement. Les données généralement analysées sont la latence à trouver la plateforme, la distance parcourue et la vitesse pour l'atteindre. Il est ainsi attendu que la latence soit de plus en plus courte et que le chemin parcouru soit plus direct et plus rapidement effectué au fil des essais et lorsque l'intervalle de rétention entre la phase de mémorisation et la phase de rappel est court.

## Étude de la mémoire de travail

Piscine de Morris

L'animal apprend à localiser en un essai la position journalière d'une plateforme immergée située dans un des quadrants. Le rongeur, relâché dans l'un des trois autres quadrants après un délai de rétention, utilise l'information qu'il a gardée en mémoire de travail concernant la disposition de la plateforme par rapport à celle des signaux environnementaux.

### Avantages
1. Les données peuvent s'obtenir très vite en raison de la rapidité d'acquisition des animaux à trouver la plateforme.
2. Les animaux sont dans l'incapacité de s'acquitter de la tâche en utilisant leurs propres signaux olfactifs, ce qui n'est pas le cas dans les labyrinthes dits « classiques » (non aquatiques).
3. Ce dispositif, validé depuis longtemps, peut être utilisé pour évaluer la mémoire de référence, la mémoire de travail spatiale et l'apprentissage en général.

### Inconvénients
1. Ce type de dispositif est encombrant. En effet, il mesure 150-180 cm de diamètre lorsqu'il est utilisé chez le rat. Il est cependant réduit à 75-150 cm de diamètre pour la souris.
2. L'aversion causée par l'eau peut induire chez l'animal un stress amenant à des problèmes d'interprétation des résultats.
3. La nage procure de la fatigue pour les souris, et l'usage de ce labyrinthe reste donc limité pour cette espèce animale.